# Oekraïne op het Eurovisiesongfestival 2017

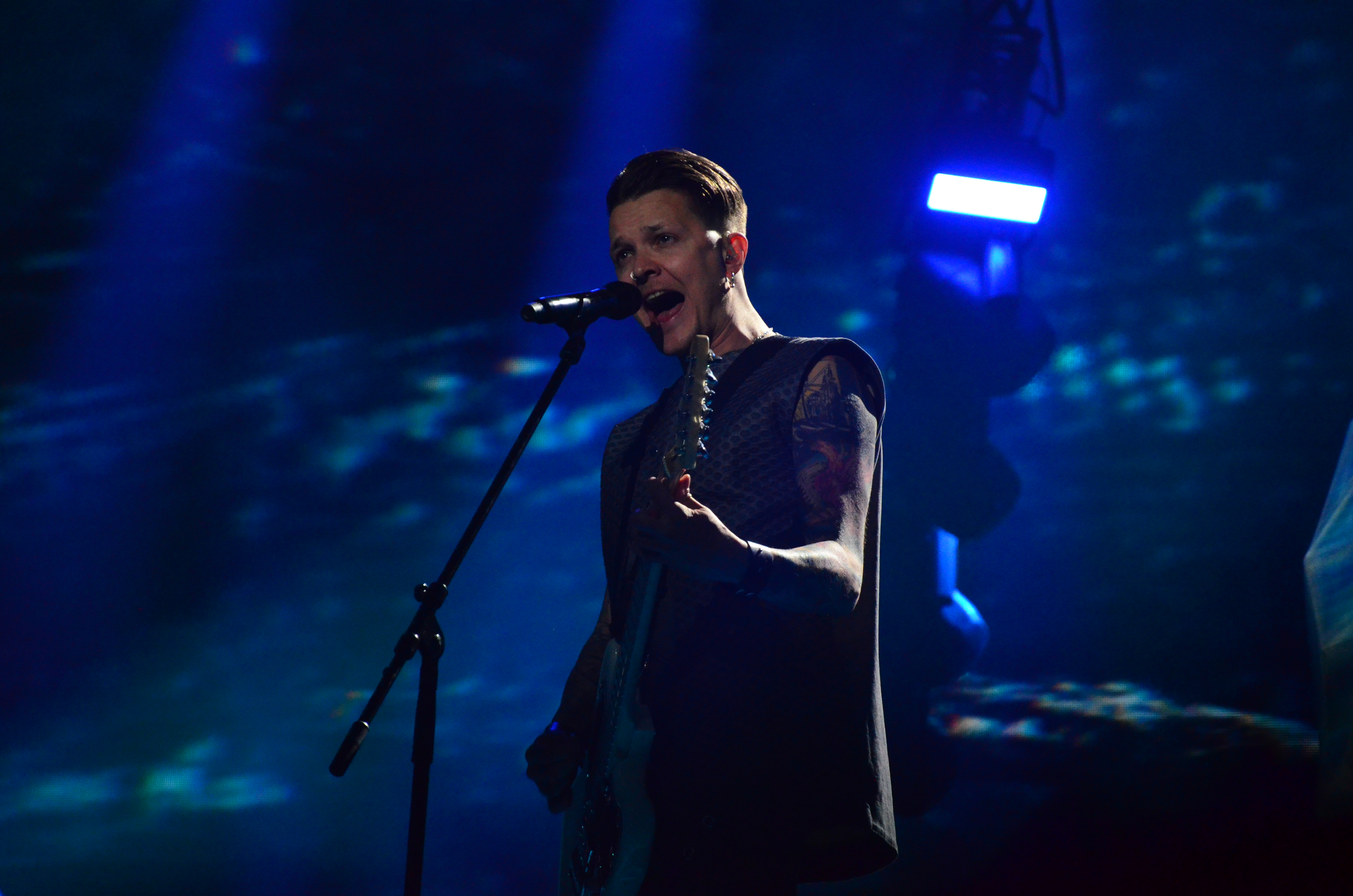
O. Torvald tijdens de generale repetitie voor de finale van het Eurovisiesongfestival 2017

Oekraïne nam deel aan het Eurovisiesongfestival 2017, dat gehouden wordt in eigen land, in hoofdstad Kiev. Het was de 14de deelname van het land aan het Eurovisiesongfestival. NTU was verantwoordelijk voor de Oekraïense bijdrage voor de editie van 2017.

## Selectieprocedure
Na het Eurovisiesongfestival een jaar eerder te hebben gewonnen, besloot NTU grotendeels vast te houden aan het format van 2016. Er werd een nationale preselectie georganiseerd, Vidbir genaamd. Geïnteresseerden kregen van 1 september 2016 tot en met 10 januari 2017 de tijd om hun kandidatuur online over te maken aan NTU. Parallel met deze procedure konden artiesten ook live auditie doen in Charkov, Dnipro, Kiev, Lviv, Odessa of Zaporizja. Op 17 januari 2017 werden de namen van de achttien acts vrijgegeven.
De Oekraïense preselectie verliep over vier shows. Er werden eerst drie halve finales georganiseerd, waarin telkens acht artiesten het tegen elkaar opnamen. Een vakjury, bestaande uit Konstantin Meladze, Andrej Michajlovitsj en Jamala, en de televoters stonden elk in voor de helft van de punten. Bij een gelijkstand werd de voorkeur gegeven aan de artiest die beter scoorde bij het grote publiek. Van de acht acts gingen er telkens twee door naar de finale, waarin volgens dezelfde formule gewerkt werd. Uiteindelijk ging O.Torvald met de zegepalm aan de haal.

## Vidbir

### Eerste halve finale
4 februari 2017
| Plaats | Artiest                      | Lied                | Jury | Publiek | Totaal |
| ------ | ---------------------------- | ------------------- | ---- | ------- | ------ |
| 1      | Tayanna                      | I love you          | 7    | 8       | 15     |
| 2      | Salto Nazad                  | O, mamo!            | 8    | 6       | 14     |
| 3      | Arsen Mirzojan               | Geraldine           | 4    | 7       | 11     |
| 4      | SKAJ                         | All my love for you | 6    | 5       | 11     |
| 5      | MamaRika                     | We are one          | 5    | 4       | 9      |
| 6      | Roman Veremejtsjik & Lumiere | Make it real        | 2    | 3       | 5      |
| 7      | Monochromea                  | Blue bird           | 3    | 2       | 5      |
| 8      | Laliko                       | Sugar whisper       | 1    | 1       | 2      |

### Tweede halve finale
11 februari 2017
| Plaats | Artiest     | Lied                 | Jury | Publiek | Totaal |
| ------ | ----------- | -------------------- | ---- | ------- | ------ |
| 1      | Illaria     | Thank you for my way | 7    | 8       | 15     |
| 2      | Rozhden     | Saturn               | 8    | 5       | 13     |
| 3      | Detach      | Distance             | 4    | 6       | 10     |
| 4      | Panivalkova | Dokoechajoe          | 6    | 4       | 10     |
| 5      | Kuznetsov   | Deep shivers         | 2    | 7       | 9      |
| 6      | Aghiazma    | Synthetic sun        | 5    | 2       | 7      |
| 7      | Mila Nitich | Mystery              | 3    | 3       | 1      |
| 8      | Letay       | Svit chekaje         | 1    | 1       | 2      |

### Derde halve finale
18 februari 2017
| Plaats | Artiest             | Lied               | Jury | Publiek | Totaal |
| ------ | ------------------- | ------------------ | ---- | ------- | ------ |
| 1      | O.Torvald           | Time               | 7    | 7       | 14     |
| 2      | Mélovin             | Wonder             | 5    | 8       | 13     |
| 3      | Kadnay              | Freedom in my mind | 8    | 5       | 13     |
| 4      | Vivienne Mort       | Inij               | 6    | 6       | 12     |
| 5      | Green Grey          | Future is on       | 4    | 4       | 8      |
| 6      | Anastasia Proedioes | Flow               | 3    | 3       | 6      |
| 7      | Vitali Kozlovski    | I'm your light     | 1    | 2       | 3      |
| 8      | Pajoesjchie Troesy  | Singing pants      | 2    | 1       | 3      |

### Finale
25 februari 2017
| Plaats | Artiest     | Lied                 | Jury | Publiek | Totaal |
| ------ | ----------- | -------------------- | ---- | ------- | ------ |
| 1      | O.Torvald   | Time                 | 5    | 5       | 10     |
| 2      | Tayanna     | I love you           | 6    | 4       | 10     |
| 3      | Mélovin     | Wonder               | 2    | 6       | 8      |
| 4      | Rozhden     | Saturn               | 3    | 2       | 5      |
| 5      | Illaria     | Thank you for my way | 4    | 1       | 5      |
| 6      | Salto Nazad | O, mamo!             | 1    | 3       | 4      |

## In Kiev
Als gastland mocht Oekraïne automatisch aantreden in de grote finale, op zaterdag 13 mei 2017. Daarin eindigde het als 24ste en op twee na laatste, het slechtste resultaat ooit voor Oekraïne.
2003 · 2004 · 2005 · 2006 · 2007 · 2008 · 2009 · 2010 · 2011 · 2012 · 2013 · 2014 · 2015 · 2016 · 2017 · 2018 · 2019-2020 · 2021 · 2022 · 2023 · 2024 · 2025
Albanië · Armenië · Australië · Azerbeidzjan · België · Bulgarije · Cyprus · Denemarken · Duitsland · Estland · Finland · Frankrijk · Georgië · Griekenland · Hongarije · Ierland · IJsland · Israël · Italië · Kroatië · Letland · Litouwen · Macedonië · Malta · Moldavië · Montenegro · Nederland · Noorwegen · Oekraïne · Oostenrijk · Polen · Portugal · Roemenië · San Marino · Servië · Slovenië · Spanje · Tsjechië · Verenigd Koninkrijk · Wit-Rusland · Zweden · Zwitserland